# Quinto Fabio Píctor
Quinto Fabio Píctor (en latín, Quintus Fabius Pictor; nacido c. 254 a. C.) fue uno de los primeros historiadores de Roma Antigua y es considerado por muchos autores como el primero de los analistas. 

## Familia
Miembro de la gens Fabia, fue nieto de Cayo Fabio Píctor, un pintor (pictor en latín). Fue senador y luchó contra los galos en 225 a. C. y contra los cartaginenses durante la segunda guerra púnica. 

## Carrera
Fue enviado a visitar el oráculo de Delfos para pedir consejo a los dioses después de la derrota romana en la Batalla de Cannas. 

## Obras
Quinto Fabio Píctor escribía en griego y a menudo es calificado, a veces de forma poco elogiosa, como un analista. Sin embargo, entre los fragmentos que se conservan de su autoría, no existen evidencias de que escribiera una historia según el método de los anales. Usaba las crónicas tanto de su propia familia como de otras familias importantes de Roma como fuentes para sus escritos, y comenzó sus relatos a partir de la llegada de Eneas al Lacio. Su trabajo finalizó con sus propias notas y recopilaciones de la segunda guerra púnica, de la cual culpó enteramente a Cartago, y especialmente a la familia Barca, de la que procedían Amílcar y Aníbal.
Los escritos de Píctor fueron utilizados como fuentes por Polibio, Tito Livio y Dionisio de Halicarnaso. Su obra había sido traducida al latín en la época de Cicerón.
Dató la fundación de Roma en el primer año de la octava olimpiada, año que se correspondería con 747 a. C., según Dionisio de Halicarnaso.